# Вангард (линеен кораб, 1909)
Вангард (на английски: HMS Vanguard е британски линеен кораб от типа „Сейнт Винсент“. Участва в Първата световна война, в частност – в Ютландското сражение.

## Описание на кораба
Линкорите-дредноути от типа „Сейнт Винсент“ са разработени според резултатите от строителството и експлоатацията на линкорите-дредноути от типа „Белерофонт“. Разликите са в малко увеличените размери, бронирането и поставянето на по-мощните оръдия на главния калибър Mark XI. „Вангард“ има пълна дължина от 163 метра, водоизместимост 20 000 тона, ширина 25,6 метра, газене 8,5 метра. Кораба има противоторпедна преграда простираща се по цялата дължина на корпуса и достигаща двойното дъно, както е и при линейните кораби от типа „Белерофонт“. През 1910 г. екипажа на кораба е съставен от 753 матроса и офицера.
„Вангард“ има два комплекта парни турбини Парсънс, към които се подава пара от 18 парни котела „Бабкок—Уилкокс“. Турбините развиват мощност от 24 500 конски сили (18 300 кВт), скоростта на кораба съставлява 21 възела (39 километра в час). По време на морския си преход от 17 декември 1910 г. е фиксирана скорост от 22,3 възела (41,3 километра в час). „Вангард“ изминава 6900 морски мили със скорост 10 възела (19 километра в час). Дебелината на пояса в района на мидъла е 254 мм.

### Въоръжение
Въоръжението на кораба съставляват десет 12 дюймови оръдия (305 милиметра) Mark XI, разположени по двойки в пет оръдейни кули. Три от тях са разположени надлъжно по осевата линия на кораба (носят индексите 'A', 'X', 'Y', номерация от носа), по една кула на левия и десния борд ('P' и 'Q' съответно). Спомагателната артилерия се състои от двадесет 4/102 милиметрови противоминни оръдия Mark VII. От тях осем 102 мм са поставени на покривите на кулите и дванадесет в надстройките. По време на преоборудването му от 1916 г. противоминните оръдия са свалени от кулите и са пренесени на палубите на мостиците и надстройките, а също така са им поставени щитове. През 1917 г. част от оръдията са свалени, за да се осигури въоръжение за малките кораби, остават тринадесет оръдия. Също са добавени 76 милиметрови зенитни оръдия. Също така на кораба има поставени три 450 милиметрови торпедни апарата. През май 1916 г. преди Ютландското сражение на предната мачта е поставен пост за управление на огъня. Допълнително са поставени около 50 тона броня. Към април 1917 г. има 13 4-дюймови противоминни оръдия, едно 4-дюймово и едно 3-дюймово зенитни оръдия.

## Кариера

### Преди Първата световна война
„Вангард“ е осмият кораб в Кралския флот, който получава това име. Поръчан е за строеж на 8 февруари 1908 г. Официалното залагане на кораба е на 2 април 1908 г., спуснат е на вода на 22 февруари 1909 г., приет е в списъците на флота на 1 март 1910 г. Включая въоръжението стойността на кораба съставя според различни оценки 1 464 030£ – 1 607 780£. След приемаето му на въоръжение за командир на кораба е назначен капитан John Eustace, кораба е придаден на 1-ва дивизия от Флота на метрополията. Кораба взема участие в почестите, свързани с коронацията на Джордж V, в частност, в големия преглед на флота от 24 юни 1911 г., а също участва в съвместните учения с Флота на Атлантика месец преди началото на ремонт.
След ремонта кораба повторно влиза в строй, на 28 март 1912 г., и на 1 май е преназначен в 1-ва линейна ескадра.

### Първа световна война
В периода от 17 до 20 юли 1914 г. на „Вангард“ се провеждат мероприятия по мобилизация и подготовката на кораба за военни действия. Пристига в Портланд на 27 юли, там получава заповед след два дена да се присъедини към Гранд Флийта в Скапа Флоу, за да защитава флота от възможната атака на немския флот. През август 1914 г., след началото на Първата световна война, Флота на метрополията е реорганизиран във Великия флот (Гранд Флийт), за негов командващ е назначен адмирал Джон Джелико. На 1 септември Гранд Флийт пуска котва в Скапа Флоу, лекият крайцер „Фалмут“ сигнализира за немска подводница и вдига тревога. „Вангард“ също въжда перископ на повърхността на водата и открива огън. Но тревогата се оказва фалшива. На 8 – 12 декември 1-ва ескадра военни крайцери патрулира акваторията северозападно от Шетландските острови, също така провежда артилерийски стрелби. След четири дена Гранд Флийт се опитва да прихване рейда на немските кораби към Скарбъро, Хартлпул и Уитби, но не успява да засече немския флот. „Вангард“ в състава на Гранд Флийт провежда в периода 25 – 27 декември още един рейд в Северно море.
Цялата 1915 г. „Вангард“ е в състава на 1 ескадра линейни крайцери, предприемайки опити за прихващане на немските кораби, съпровожда конвои, патрулира акваторията на Северно море, а също имайки активни учебни стрелби и учения.
През април 1916 г. „Вангард“ е предаден на 4-та ескадра линейни крайцери.

### Ютландско сражение
На 31 май „Вангард“, вече под командването на капитан Джеймс Дик, е осемнадесети кораб в линията. Скоро след разгръщането на походния строй в бойна линия снарядите от немските оръдия започват да падат близо до кораба. По време на първия етап от сражението, започвайки от 18:32, кораба произвежда 42 изстрела с основните си оръдия по лекия крайцер SMS „Wiesbaden“, постигайки няколко попадения. Между 19:20 и 19:30 „Вангард“ без какито и да е резултати води огън по немските кораба, без попадения. Това е последния път, когато кораба стреля от своите оръдия по противника. В хода на битката „Вангард“ изстрелва 65 снаряда с повишена мощност и 15 обикновени 12 дюймови снаряда, а също така и 10 снаряда от 4 дюймовите оръдия.

## Гибел
„Вангард“ се намира на котва на рейда на Скапа Флоу от декември. На 9 юли 1917 г. екипажа провежда обичайната си служба за обслужването на машините и механизмите на стоящия на продължителна стоянка кораб. В 23:20 се случва мощна експлозия, съда е разкъсан на няколко части и моментално потъва. Спасени са само 3 души. Загиват 843 души, в т.ч. два австралийски огняра от лекия крайцер „HMAS Sydney“, служещи на линкора. Друга жертва е капитан Кюсуке Ето, военен наблюдател от Имперския японски флот, който е командирован в Кралския флот в рамките на англо-японския алианс.
Комисията по разследване разпитва множество свидетели от близките съдове, които биха могли да видят взрива. Всички свидетели казват, че първо има малък взрив с бял пламък между предната мачта и носовата кула 'A'. След това последоват два големи взрива. Свидетелите указват, че главният взрив е в района на бордовите кули 'P' и 'Q'. Взрива изхвърля много обломки, които затрупват близлежащите кораби. Така например, обломък с размери 1,8 на 1,2 метра пада на дрендоута „HMS Bellerophon“. На него са открити механизми, изхвърлени от носовата оръдейна кула 'A'. Това потвърждава мнението, че взрива става в носовата част. Очевидно е, че се взривява кордит в зарядите, обаче причините за взрива не са така очевидни. Една от версиите е, че по време на престоя поради работата на някои от котлите се е покачила температурата в артилерийския погреб за 4-дюймовите оръдия, което е предизвикало запалването на кордита и последващата детонация, която води до последователната детонация в другите артилерийски погреби.
Останките на кораба се намират на дълбочина 14,2 метра, до 1984 г. мястото на гибел не е обявено за военен гроб и се подлага на постоянни атаки от нелегални археолози и ловци за цветни метали. Средната част на кораба практически напълно е унищожена от взрива, бордовите кули са изхвърлени от взрива на 40 метра. Кърмата и бака практически не са пострадали. От 2002 г. гмурканията към обломките без разрешение са забранени.